# Neolophonotus similis
Neolophonotus similis là một loài ruồi trong họ Asilidae. Neolophonotus similis được Ricardo miêu tả năm 1920. Loài này phân bố ở vùng nhiệt đới châu Phi.